# Colombier-le-Jeune
Colombier-le-Jeune è un comune francese di 570 abitanti situato nel dipartimento dell'Ardèche, nella regione dell'Alvernia-Rodano-Alpi.

## Società

### Evoluzione demografica
Abitanti censiti